# Académie de Guyane
L’Académie de Guyane est une circonscription éducative, gérée par un recteur. Elle regroupe les ensembles scolaires du département de la Guyane.
Le rectorat est situé à Cayenne.
Elle a été créée le 1er janvier 1997, par éclatement de l'académie des Antilles et de la Guyane.

## Historique
L'académie de Guyane trouve ses origines dans la création, par le décret du 27 juin 1947, du Vice-rectorat de la Martinique. Ce décret a établi plusieurs vice-rectorats dans les départements d'outre-mer français, notamment pour la Guadeloupe, la Guyane, la Réunion et la Martinique. Ces vice-rectorats étaient placés sous l'autorité de l'Académie de Bordeaux, qui assurait la gestion de l'éducation dans ces régions d'outre-mer. Ce dispositif représentait une première étape vers l'organisation de l'enseignement dans ces territoires.
En 1973, une réorganisation importante du système éducatif dans les départements d’outre-mer a eu lieu avec la création d’une académie unique regroupant la Guadeloupe, la Guyane et la Martinique sous le nom de l’académie des Antilles et de la Guyane. Cette réforme visait à centraliser la gestion de l’éducation dans ces territoires, afin de coordonner les politiques et ressources éducatives à une échelle régionale.
Cependant, cette organisation centralisée a montré ses limites, notamment en Guyane, où les spécificités locales et les défis uniques du territoire n’étaient pas suffisamment pris en compte. Dans les années 1990, une série de tensions sociales et politiques, exacerbées par des difficultés dans le secteur éducatif, ont souligné ces faiblesses. L'événement déclencheur de la réorganisation fut une grève lycéenne d'envergure qui débuta en novembre 1996, motivée par des revendications sur l'amélioration des conditions d’enseignement et la gestion des ressources éducatives dans la région. Ce mouvement, rapidement soutenu par d’autres secteurs de la population, se transforma en manifestations, mettant ainsi en lumière l’insatisfaction croissante vis-à-vis d’une gestion jugée éloignée des réalités locales.
Face à cette crise, le gouvernement français, sous l’impulsion des ministres François Bayrou et Jean-Jacques de Peretti, prit la décision de réagir. En décembre 1996, ils se rendirent à Cayenne, où ils prirent la mesure de l'ampleur du mécontentement et des demandes d'autonomie du vice-rectorat de la Guyane. Après avoir consulté les autorités locales et le Premier ministre Alain Juppé, ils décidèrent, au 1er janvier 1997, de scinder l’Académie des Antilles et de la Guyane en trois académies distinctes : l’Académie de la Guadeloupe, l’Académie de la Martinique et l’Académie de la Guyane.
Cette réforme visait à rapprocher l'administration éducative des spécificités de chaque territoire et à apaiser les tensions sociales. La création de l’Académie de Guyane confia à un rectorat local la gestion directe des établissements scolaires du département. Installé à Cayenne, ce rectorat, sous l’autorité d’un recteur, est désormais responsable de la supervision des écoles, de la maternelle à l’université, et de la mise en œuvre des politiques éducatives adaptées aux réalités locales.
Ainsi, la scission de l’Académie des Antilles et de la Guyane en 1997 a permis de répondre aux préoccupations spécifiques de chaque département tout en apaisant les tensions sociales qui secouaient particulièrement la Guyane à cette époque. Elle marqua un tournant dans la gestion de l’éducation, offrant une structure plus proche des besoins du territoire, tout en maintenant l’unité de l’ensemble des départements français d’outre-mer dans le cadre de la politique éducative nationale.

## Liste des recteurs
- mars 2025- : Guillaume Gellé
- 2022-mars 2025 : Philippe Dulbecco
- 2017-2022 : Alain Ayong Le Kama, professeur des universités en sciences économiques (Paris-X) [1]
- 2016-2017 : Youssoufi Touré, antérieurement président de l'université d'Orléans[2]
- 2014-2016 : Philippe Lacombe
- 2012-2014 : Denis Rolland (historien)
- 2009-2012 : Florence Robine
- 2008-2009 : Frédéric Wacheux
- 2006-2008 : Bernard-Marie Grossat
- 2004-2006 : Jean-Michel Blanquer
- 2000-2004 : Jean-François Bellegarde
- 1997-2000 : Christian Duverger